# بيغنتيرفيرون – ألفا – 2ب
بيغنتيرفيرون – ألفا – 2ب (بالإنجليزية: Peginterferon alfa-2b)‏ هو دواء يستخدم في علاج التهاب الكبد الفيروسي ج. يتكون من إضافة غليكول متعدد الإيثيلين إلى الإنترفيرون ليزيد من عمر النصف الحيوي مقارنة بالإنترفيرون الأصلي.
تنتجه شركة شيرينغ بلاو تحت اسم تجاري هو بيغنترون (بالإنجليزية: PegIntron)‏.
الدواء مدرج ضمن قائمة منظمة الصحة العالمية للأدوية الأساسية.

## الاستخدامات
يستخدم في علاج التهاب الكبد الفيروسي ج، وهذا الاستخدام مرخص منذ عام 2001.
كما يستخدم في علاج الميلانوما بعد الاستئصال القطعي، وتنتج شركة ميرك هذا الدواء تحت اسم سيلاترون (بالإنجليزية: Sylatron)‏ لهذا الاستخدام، وهو مرخص منذ عام 2011.